# Saint-Bazile-de-la-Roche
Saint-Bazile-de-la-Roche är en kommun i departementet Corrèze i regionen Nouvelle-Aquitaine i de centrala delarna av Frankrike. Kommunen ligger  i kantonen La Roche-Canillac som tillhör arrondissementet Tulle. År 2018 hade Saint-Bazile-de-la-Roche 139 invånare.

## Befolkningsutveckling
Antalet invånare i kommunen Saint-Bazile-de-la-Roche
Referens:INSEE